# Politique des deux enfants
Une politique des deux enfants consiste, pour un gouvernement, à limiter à deux le nombre d'enfants autorisés par famille, ou à ne verser des subventions qu'aux deux premiers enfants des familles.
Cette politique eut lieu dans plusieurs pays dont l'Iran, Singapour et le Viêt Nam . À Hong Kong sous dépendance britannique dans les années 1970, les citoyens étaient encouragés à n'avoir que deux enfants maximum (bien qu'aucune loi concernant cette politique soit mise en application), cette volonté traduit une stratégie de planification familiale. De 2016 à 2021, elle est mise en œuvre en Chine, remplaçant l'ancienne politique de l'enfant unique du pays, jusqu'à ce son remplacement par une politique des trois enfants pour atténuer la baisse des taux de natalité du pays,,.

## En Asie de l'Est

### Hong Kong britannique
À Hong Kong sous dépendance britannique, la Ligue eugéniste est fondée en 1936. En 1950, elle devient l'association de planning familial de Hong-Kong. Cette organisation fournit des conseils en matière de planning familial, d'éducation sexuelle et des moyens de contraception au grand public de Hong Kong. Dans les années 1970, en raison de l'augmentation rapide de la population, elle lance la campagne « Two is Enough » (deux, c'est assez), qui réduisit le taux de natalité général par des moyens éducatifs. Elle fonde la Fédération internationale pour la planification familiale, ainsi que des homologues dans sept autres pays. L'indice synthétique de fécondité à Hong Kong est, au XXIe siècle, de 1,04 enfant par femme : c'est l'un des plus bas au monde. Bien que la campagne « Deux, c'est assez » soit approuvée, elle ne reflète pas la politique actuelle du gouvernement en matière de soutien aux familles. Des abattements fiscaux de 100 000 HK$ par enfant peuvent être réclamés pour un maximum de 9 enfants. De plus, les parents en difficulté peuvent demander une aide spéciale de l'État. Il s'agit d'une prestation financière soumise à conditions de ressources, qui n'est pas non plus limitée à un nombre particulier d'enfants.

### République populaire de Chine
De 1979 à 2015, les citoyens chinois n'était autorisés à n'avoir qu'un enfant, à quelques exceptions près. La révolution culturelle et la pression qu'elle a exercée sur la nation représentèrent des facteurs importants. L'indice synthétique de fécondité passa de six enfants par femme à un peu moins de trois.
Alors que la plus jeune génération chinoise (née dans le cadre de la politique de l'enfant unique, mise en place en 1979) atteignit l'âge de la formation de la génération suivante, un seul enfant devait subvenir aux besoins de ses deux parents et quatre grands-parents. Pour pallier ce problème, en 2009, toutes les provinces autorisèrent les couples à avoir deux enfants si les deux parents étaient eux-mêmes les seuls enfants de leurs parents. Après un changement de politique du gouvernement chinois fin 2013, plusieurs provinces chinoises assouplissent la politique en 2014 en autorisant les familles à avoir deux enfants si l'un des parents est enfant unique,.
Pourtant, le taux de fécondité global est de 1,8, ce qui s'approche plus de deux enfants par famille que d'un. Les facteurs sont des exceptions (les Chinois Han des zones rurales étaient souvent autorisés à avoir deux enfants, si le premier était une fille), ou des cas de parents préférant payer une amende (ou des frais d'entretien social) plutôt que de n'avoir qu'un enfant. De plus, une volonté du gouvernement de contrer le séparatisme ouïghour est à l'origine d'autres mesures : depuis 2012, les Chinois Han du sud du Xinjiang sont autorisés à avoir deux enfants tandis que des incitations et des restrictions sont appliquées contre la fécondité musulmane ouïghoure.
Le 29 octobre 2015, Xinhua signale une modification de la loi vers une politique des deux enfants, citant le Parti communiste chinois. La nouvelle politique permettant aux couples chinois d'avoir deux enfants est proposée pour aider à résoudre le problème du vieillissement en Chine. Le 27 décembre 2015, cette nouvelle loi est adoptée au comité permanent de l'Assemblée populaire nationale, qui régit les lois du pays, à compter du 1er janvier 2016,,.
Depuis la révision de la politique de l'enfant unique, 90 millions de femmes sont devenues éligibles pour avoir un deuxième enfant. Selon The Economist, la nouvelle politique des deux enfants peut avoir de mauvaises implications sur les rôles de genre : des attentes, pour les femmes, d'avoir des enfants et d'abandonner leurs carrières, pourraient réapparaitre.
Après cette réforme, la Chine connait une augmentation de courte durée du taux de fécondité pour 2016. Les chinoises donnent naissance à 17,9 millions de bébés en 2016 (quantité record au XXIe siècle), mais le nombre de naissances diminue de 3,5 % à 17,2 millions en 2017 et à 15,2 millions en 2018,.
En Chine, les hommes ont un pouvoir marital plus important, ce qui augmente la pression de fécondité sur leurs partenaires féminines. La dynamique des relations (quantité de « pouvoir » détenu par chaque parent) et la quantité de ressources (revenu, assurance maladie) dont chaque parent dispose contribuent à la lutte pour la domination. La dominance revient au parent qui choisit de garder, ou non, l'enfant, et à celui qui ne démissionne pas dans sa carrière pour un congé parental. Cependant, les femmes manifestent de l'intérêt pour un deuxième enfant si le premier enfant n'avait pas le sexe souhaité.
Des couples chinois interrogés déclarent qu'ils préfèrent investir dans un enfant plutôt que dans deux enfants, les coûts élevés inquiétant les parents. Le développement du système chinois de garde d'enfant constitue un défi. Le changement des normes culturelles fait craindre une population vieillissante nombreuse par rapport aux générations plus jeunes, d'où le manque de main-d'œuvre pour faire tourner l'économie.
En mai 2018, il est signalé que les autorités chinoises mettent fin à leurs politiques de contrôle de la population. En mai 2021, le gouvernement chinois annonce qu'il abandonne la politique des deux enfants au profit d'une politique des trois enfants, pour atténuer la baisse des taux de natalité du pays,.

## En Asie du sud

### Inde
En 2019, l'État d'Assam introduit une politique selon laquelle les parents de plus de deux enfants ne sont pas éligibles pour les emplois gouvernementaux. Sept États (Andhra Pradesh, Bihar, Gujarat, Maharashtra, Odisha, Rajasthan et Uttarakhand) disposent de lois interdisant aux couples ayant plus de deux enfants de se présenter aux élections locales.

## En Asie du sud est

### Singapour
À Singapour, la politique des deux enfants, mise en place jusque dans les années 1980, s'appelait « Stop at Two ».

### Viêt Nam
Le Viêt Nam prend des mesures politiques de population depuis la fin du XXe siècle, lancées par le gouvernement vietnamien au début des années 1960 au nord du Vietnam et se poursuit au XXIe siècle sous une forme modifiée, dans tout le Vietnam. L'objectif officiel est d'obtenir des familles một hoặc hai con, ce qui signifie « un ou deux enfants ».
En 2014, la population du Vietnam est estimée à 92,5 millions de personnes, ce qui représente 1,28 % de la population mondiale totale. Au XXIe siècle, l'indice synthétique de fécondité du Vietnam est de 1,8 (naissances par femme), ce qui est inférieur au seuil de fécondité de remplacement de 2,1 (taux « auquel une population se remplace exactement d'une génération à l'autre » selon l'Institut des ressources mondiales).

#### Histoire
De 1954 à 1975, le Vietnam est divisé en Vietnam du Nord et du Vietnam du Sud le long du 17e parallèle, chaque région ayant des gouvernements et politiques distincts. Le Nord-Vietnam devient la République démocratique du Vietnam et a un gouvernement communiste, tandis que le Sud-Vietnam devient la République du Vietnam et est davantage aligné sur les États-Unis et les autres nations occidentales. En 1963, le Nord-Vietnam prend des mesures politiques prônant une norme de deux enfants en raison de la forte augmentation de la population, en grande partie pauvre et rurale. La politique vietnamienne de planning familial est élaborée avant celles d'autres pays, comme la Chine et l'Inde. Le gouvernement utilise un système de campagne d'information, d'éducation, de communication (IEC) et des contraceptifs accessibles au public pour freiner la croissance de la population. Après la réunification du Vietnam en 1975 sous le Parti communiste, le gouvernement étend ces mesures politiques à tout le Vietnam, jusqu'à la décennie suivante. Bien que cette politique soit officielle, l'insuffisance des moyens médicaux la freinent.
En 1982, le gouvernement vietnamien pratique le planning familial. Il autorise ainsi l'avortement et crée le Comité national pour la population et le planning familial. Après 1983, la politique des deux enfants est mise en place. En 1985, le gouvernement augmente incitations (contraceptions, accès à l'avortement) et contre-incitations (pénalités).
En 1986, le Parti met en œuvre la politique de rénovation (Đổi mới), libéralisation de l'économie, afin de mettre fin à l'isolement économique du Vietnam, d'accroître la compétitivité et d'élever le niveau de vie. Dans une tentative de développer efficacement la population sur le plan socio-économique et d'augmenter le niveau de vie au sein de la population, le gouvernement vietnamien souligne la nécessité de contenir les taux de natalité. En 1988, le Conseil des ministres publie une politique de planning familial approfondie, ajoutant des restrictions, neuf ans après la mise en œuvre de la politique de l'enfant unique de la Chine, et des éléments de la politique chinoise se reflètent dans celle du Vietnam, comme l'encouragement à se marier plus tard, le report de l'âge de procréer (22 ans ou plus pour les femmes et 24 ans ou plus pour les hommes) et les espaces entre les naissances des enfants (de 3 à 5 ans),. L'État fournit gratuitement des dispositifs de contrôle des naissances (tels que des boucles intra-utérines, des préservatifs et des pilules contraceptives) et des installations pour les personnes éligibles à l'avortement. De plus, les familles enfreignant cette mesure subissent le payement de frais élevés et l'interdiction de s'installer dans des centres urbains.
En 1993, le gouvernement vietnamien officialise la politique des deux enfants, la rendant obligatoire pour l'ensemble du pays. La communication gouvernementale promeut une petite famille « afin que les gens puissent profiter d'une vie abondante et heureuse ». Le gouvernement vietnamien lie la politique de planning familial aux « traditions historiques et culturelles, aux structures de valeurs et aux objectifs de développement », encourageant un état d'esprit collectiviste dans lequel les individus honorent les besoins de la nation avant les leurs. Le gouvernement cherche à réduire le taux de fécondité à 2,1 en 2015, afin de stabiliser la population du pays au milieu du XXIe siècle. En 1997, l'objectif est accéléré et la fin du délai est décalée en 2005, et le gouvernement intègre un recours accru à l'avortement comme moyen de freiner la croissance démographique.
En 2003, la Commission parlementaire permanente de l'Assemblée nationale publie le document législatif le plus élevé sur la population intitulé « Ordonnance sur la population », qui structure la politique officielle de planification familiale. Selon ce document, les couples "ont le droit de décider du moment d'avoir des bébés, du nombre d'enfants et de la durée entre les naissances". Cependant, peu de temps après, le gouvernement met en œuvre la Stratégie nationale sur la population 2001-2010, qui appelle à nouveau à réduire la fécondité au niveau de remplacement d'ici 2005. Cette contradiction provoque une controverse. Pour remédier à cette confusion, le gouvernement publie la résolution 47 en 2005 qui déclare que « pour soutenir une croissance économique élevée, le Viet Nam doit poursuivre une politique de contrôle de la population jusqu'à ce qu'il devienne un pays industrialisé ». Cependant, à cette époque, l'objectif (avoir un taux de fécondité inférieur au taux de remplacement) est déjà atteint.
En 2009, l'ordonnance sur la population est modifiée pour restreindre à nouveau le nombre d'enfants à un ou deux. En revanche, il est possible de choisir moment et espacement. Après 2009, le gouvernement rédige une nouvelle loi destinée à remplacer l'ordonnance sur la population en 2015. Cependant, décideurs et universitaires sont en désaccord sur ce qui devrait être inclus dans la loi.
En 2025, le Viêt Nam met fin à la limitation des naissances, en raison d'une baisse de la fécondité au-dessous du seuil de remplacement de la population.

#### Administration
La structure organisationnelle de la politique des deux enfants est logée sous différentes unités gouvernementales depuis sa conception dans les années 1960. Au fur et à mesure que cette mesure évolue à partir de « Initiation dans les années 1960-1970 ; Maturité dans les années 1980-1990 ; et Légalisation dans les années 2000-2010 », l'administration de la politique de population change. Le programme de population relève successivement de l'Unité de la population et du contrôle des naissances (1961-1983), du Comité national de la population et de la planification familiale (1984-2002), de la Commission vietnamienne de la population, de la famille et des enfants (2003-2006), de la direction générale de la population et de la planification familiale (2007-).
Bien que cette mesure soit préconisée au niveau national, le gouvernement central ne recourt ni aux amendes, ni aux incitations, déléguant les responsabilités de mise en œuvre aux gouvernements locaux, chargés de décider des détails de l'application. Selon l'endroit spécifique, les gouvernements de district ont imposé des amendes allant de 60 à 800 kilogrammes de riz paddy, équivalant à la valeur d'un mois à un an de salaire, pour chaque enfant supplémentaire. Les femmes acceptant la stérilisation reçoivent des primes de 120 à 400 kilogrammes de riz. En guise de mesure dissuasive, les personnes qui n'utilisent pas de contraceptifs avaient parfois leur nom annoncé sur le système d'interphone du village pour leur faire honte. Les personnes qui en utilisent peuvent être sélectionnées pour gagner la Médaille du travail pour « la bonne réalisation de la population – programme de planification familiale ». Il arrive souvent que le gouvernement ou les grandes entreprises refusent promotion, augmentation voire emploi aux familles violant la loi.

#### Statut (XXIesiècle)
Au XXIe siècle, l'ordonnance sur la population révisée de 2009 stipule que « chaque couple et individu a le droit et la responsabilité de participer aux campagnes sur la population et la planification familiale, les soins de santé reproductive : (i) décider du moment et de l'espacement des naissances ; ( ii) avoir un ou deux enfants, cas exceptionnels à déterminer par le Gouvernement." Ainsi, malgré le choix du moment et de l'espacement des naissances, le nombre est toujours limité à deux. En outre, plus tard en 2009, le chef de l'exécutif Trương Tấn San souligne la nécessité d'une diligence continue dans le contrôle de la population et déclare que la population du Vietnam doit être de 100 millions de personnes en 2020, et demande qu'une nouvelle loi sur la population soit présentée au gouvernement pour 2015 au plus tard.

#### Effets de cette politique

##### Réduction de la natalité
L'indice synthétique de fécondité au Vietnam passe de 5,6 en 1979 à 3,2 en 1993, ce qui laisse à penser que la politique des deux enfants contient la croissance de la population. Cette baisse s'explique par le modèle de Bongaarts des composantes de la fécondité, des taux élevés d'utilisation de contraceptifs et d'avortement. De plus, cette politique provoque un changement de conception de la famille. En 1988, l'Enquête intercensitaire démographique et de santé révèle que les parents voulaient en moyenne 3,3 enfants, et en 1994, en moyenne 2,8.
Cependant, les résultats rapportés diffèrent en fonction du modèle de fertilité employé et de l'étude de recherche citée. Le Commission économique et sociale pour l'Asie et le Pacifique constate que le nombre moyen d'enfants par ménage est de 3,1 en 1998. Dans une autre étude menée par l'organisation non gouvernementale américaine à but non lucratif Population Reference Bureau, le nombre trouvé est inférieur à 2,3. Une autre étude, publiée dans le Worldwide State of the Family en 1995 par Tran Xuan Nhi, trouve que l'indice synthétique de fécondité ne baissa que légèrement et la taille des familles nucléaires ne connut qu'un léger changement, passant de 4,8 à 4,7 de 1989 à 1994.

##### Différences fondées sur le sexe de l'enfant
Il existe des preuves que la préférence pour les fils existe au Vietnam. Traditionnellement, les hommes supervisent et sont responsables des entreprises familiales, de la gestion de l'agriculture, du culte des ancêtres et du maintien du nom de famille. Cependant, malgré ce désir, celui d'avoir plusieurs fils n'est pas démontré. Les familles ayant deux filles sont deux fois plus susceptibles d'avoir un troisième enfant que les familles avec au moins un fils, sans doute dans l'espoir que celui-ci sera un garçon. De plus, les femmes qui n'ont pas de fils sont environ 15 % moins susceptibles d'utiliser des contraceptifs que les familles qui en ont au moins un. Les taux d'« échec de la contraception » sont accrus parmi les couples qui avaient un fils, les familles retirant secrètement un dispositif intra utérin pour contourner cette mesure dans l'espoir d'avoir un fils. Ces faits sont cohérents avec les résultats d'autres pays d'Asie de l'Est dans lesquels la préférence pour les garçons correspond à une demande de moins d'enfants afin que les familles aient au moins un fils pour maintenir la lignée ancestrale.
Malgré les preuves de la préférence pour les garçons, rien ne démontre que le rapport de masculinité à la naissance au Vietnam augmente, comme on le voit dans d'autres pays d'Asie de l'Est, notamment la Chine, bien que les preuves soient contradictoires selon la source. En fait, selon les données des recensements vietnamiens de 1989 et 1999, les rapports de masculinité hommes/femmes à la naissance diminuent. D'un autre côté, certaines sources affirment que les conséquences de la préférence pour les garçons varie selon la région du Vietnam. Au nord, il existe une forte relation entre le biais sexuel dans les décisions de fécondité et le nombre de naissances masculines, tandis qu'au sud, cette relation est inexistante. Cependant, les mères qui exercent certaines professions, telles que les hautes fonctionnaires et les agricultrices, sont plus susceptibles de vouloir un sexe d'enfant particulier et d'avoir des différences de sex-ratio plus élevées à la naissance. Ces résultats reflètent la pression exercée sur les fonctionnaires pour qu'ils adhèrent à la limite de deux enfants et la nécessité perçue des hommes pour le travail manuel agricole.

#### Critique

##### Contraceptifs inadéquats
Bien que, selon cette mesure, « l'État fournira gratuitement des dispositifs de contrôle des naissances aux personnes éligibles qui sont des cadres, des travailleurs manuels, des fonctionnaires ou des membres des forces armées. La vente à grande échelle de dispositifs de contrôle des naissances sera autorisée pour faciliter leur utilisation par tous ceux qui en ont besoin », le seul contraceptif moderne facilement disponible au Vietnam est le dispositif intra utérin. Cependant, de nombreuses femmes choisissent de ne pas l'utiliser en raison des effets secondaires, tels qu'une augmentation des saignements, des douleurs dorsales et abdominales, des maux de tête et une faiblesse générale. Ainsi, l'utilisation de contraceptifs est faible chez les femmes de moins de 25 ans, et les experts ont émis l'hypothèse que « l'utilisation de contraceptifs chez les jeunes femmes pourrait augmenter si des méthodes temporaires et faciles à utiliser, telles que la pilule et le préservatif, étaient plus accessibles. Pour que le gouvernement réalise sa politique des deux enfants, le comité d'enquête recommande une promotion accrue de la disponibilité commerciale du préservatif et de la pilule, et le renforcement du programme gouvernemental de planning familial. »

##### Augmentation des avortements
Les taux d'avortement au Vietnam sont très élevés par rapport aux normes internationales, avec un taux d'avortement total d'au moins 2,5 avortements par femme. En général, le taux d'avortement pour les tranches d'âge jeunes est plus élevé que pour les tranches plus âgés en raison d'une connaissance limitée des méthodes contraceptives et de leur disponibilité. De plus, les individus moins instruits ont des taux d'avortement plus élevés. Le Vietnam possède aussi des lois sur l'avortement les plus libres du monde, bien que le gouvernement vietnamien vise à réduire le nombre de grossesses non désirées et les difficultés liées à l'avortement. Même si le gouvernement interdit les avortements sélectifs selon le sexe en 2006, il existe des preuves qui suggèrent que la préférence pour les garçons est associée à une probabilité plus élevée d'avortements répétés, car les femmes sans fils sont significativement moins susceptibles d'avoir un avortement répété par rapport aux femmes ayant un fils.
Plusieurs facteurs influencent les taux élevés d'avortement au Vietnam. D'abord, l'accès aux moyens contraceptifs est sélectif : en dehors du dispositif intra utérin (les préservatifs coûtant cher par rapport au revenu moyen), des méthodes de contraception à court terme (moins efficaces que les moyens de contraception à longue durée d'action). De plus, le coût élevé de vie constitue un autre facteur. En outre, l'augmentation des grossesses non désirées conduit à augmenter le nombre d'avortements. De plus, le gouvernement vietnamien manque d'alternatives à l'avortement dans le cadre de la planification familiale, ainsi que de dialogues contraceptifs post-avortement pour les familles. Ainsi, afin de réduire les avortements, des experts proposent de fournir des alternatives contraceptives plus diversifiées et à longue durée d'action et d'augmenter les conseils aux familles qui ont subi un avortement.

## En Asie de l'Ouest

### Iran
Du début des années 1990 à la fin de 2006, dans le cadre du planning familial en Iran, les autorités iraniennes encouragent une limitation à deux enfants. Le gouvernement iranien « a déclaré que l'Islam favorisait les familles avec seulement deux enfants », selon un historien. Ainsi, le ministère iranien de la Santé lance une campagne nationale où sont introduits des moyens de contraceptions (pilules, préservatifs, DIU, implants, ligatures des trompes, etc.). À partir de 2006, cette politique change sur une décision du président Mahmoud Ahmadinejad, et plus tard, en 2012, l'ayatollah Khamenei critique la politique de contraception, selon lui d'inspiration occidentale.

## En Europe

### Royaume-Uni
En octobre 2012, une mesure proposée par le Parti conservateur consistant à ne verser des allocations familiales que pour les deux premiers enfants de parents au chômage est qualifiée de «politique des deux enfants» et est menée par le Secrétaire d'État au Travail et aux Retraites et ancien chef du Parti conservateur Iain Duncan Smith.
En avril 2015, David Cameron nie tout projet de réduction des allocations familiales ou des crédits d'impôt. Cependant, trois mois plus tard, George Osborne, alors chancelier, annonce la limitation des crédits d'impôts aux deux premiers enfants seulement, qui doit entrer en vigueur à partir de 2017/2018 et s'appliquer aux enfants nés après cette date uniquement. À partir de février 2019, cependant, cette mesure politique devient rétroactive. Les familles faisant une nouvelle demande d'allocation (ou dont les circonstances changent) se voient appliquer la politique des deux enfants quelle que soit la date de naissance de leurs enfants.

La politique des deux enfants entre en vigueur le 5 avril 2017. Un aspect des nouvelles règles, appelé la « clause viol » est objet de controverse. Bien que la police exclue tous les enfants sauf les deux premiers de toutes les prestations disponibles, une exemption peut être demandée si la conception des enfants suivants résulte d'un viol de la mère. Une femme qui souhaite se prévaloir de cette exonération doit remplir un formulaire de huit pages :
Le formulaire exige que les femmes souhaitant bénéficier de l'exemption signent une déclaration affirmant qu'elles ont été violées ou contraintes à des rapports sexuels, et donnant le nom de l'enfant. Elles doivent signer une déclaration indiquant : « Je pense que l'exemption de conception non consensuelle s'applique à mon enfant ». Elles doivent signer une autre déclaration dont le texte est : « Je confirme que je ne vis pas avec l'autre parent de cet enfant. »
Parmi les causes de la controverse se trouvent le fait que la femme doive ainsi identifier l'enfant en question (qui est censé se voir attribuer un code fiscal créé pour cette exonération), que le premier ou le deuxième enfant conçu par viol ne compte pas pour cette exonération et que les femmes vivant encore avec leur agresseur ne soient pas éligibles. Ruth Graham, écrivant pour Slate, résume ainsi les enjeux entourant cette nouvelle politique :
Cette politique et cette exemption ont fait l'objet de vives critiques de la part d'une grande variété de sources depuis leur annonce en 2015. Un membre du parlement a qualifié la mise en œuvre de l'exemption « d'inhumaine et de barbare ». Les féministes ont souligné que les coupes affectaient les femmes de manière disproportionnée. Une coalition des plus grandes confessions chrétiennes et de groupes juifs du Royaume-Uni a souligné que la politique discrimine les personnes dont la religion les oblige à avoir des familles plus nombreuses. Un comité des Nations Unies sur les droits de l'enfant a demandé au gouvernement britannique d'expliquer cette politique l'année dernière, en raison des inquiétudes concernant le fait que les femmes doivent prouver d'une manière ou d'une autre qu'elles ont été violées.